# Spawn – Az ivadék (film)
Spawn – Az ivadék (eredeti cím: Spawn) 1997-ben bemutatott szuperhősfilm, mely az Image Comics azonos nevű képregényén alapul. Rendezője Mark A. Z. Dippé, forgatókönyvírója Alan B. McElroy.  A főszerepben Michael Jai White, John Leguizamo, Martin Sheen, Theresa Randle, D. B. Sweeney és Nicol Williamson látható.
A filmet 1997. augusztus 1-jén mutatták be az Amerikai Egyesült Államokban. Általánosságban negatív véleményeket kapott a kritikusoktól, és világszerte 87,9 millió dolláros bevételt ért el a 40-45 millió dolláros gyártási költségvetésével szemben.

## Cselekmény
Al Simmons egy kormányzati ügynökségnek dolgozik. Felettese, Jason Wynn egyszer megparancsolja neki, hogy menjen el egy észak-koreai nukleáris fegyverraktárba. Igen ám, de Simmons nem tudja, hogy Wynn titokban felbérelte az egyik bérgyilkosát, hogy ölje meg őt. Simmons meghal, és a pokolba kerül. Ott Maleborgia, az ördög - aki szintén Spawn egyik ellensége, Jason Wynn és Violator mellett - ajánlatot tesz Simmons-nak: ha örökre szolgája lesz, akkor visszatérhet a földre, és láthatja a menyasszonyát, Wanda Blake-et. Mivelhogy Simmons halála óta öt év telt el, így Wanda azóta már házas: hozzáment Al legjobb barátjához, Terry-hez, és jelenleg Simmons lányának az apja. Nem sokkal később találkozik Violatorral, aki a gonoszság útmutatójaként szolgál. Utána Simmons megöli Jessicát (Wynn bérgyilkosát), és még magát Wynnt is megtámadja. Azonban Wynn túléli a támadást, és szövetséget köt Violatorral. Maleborgia, a pokol ura, azt szeretné, ha Spawn megölné Wynnt. Simmons el is megy a helyre, és összetalálkozik Violatorral, aki démon alakjában simán legyőzte Al-t. Cogliostro - akivel Spawn szintén összetalálkozott a film során - megmenti Simmons életét. Violator és Wynn meg akarják ölni Wandát, Terryt és Cyant (Simmons lányát). Hosszú csata után Violator, Spawn és Cogliostro a pokolba mennek, ahol összetalálkoznak Maleborgiával. Spawn kijelenti, hogy soha nem fogja a pokol seregeit vezetni. Spawn és Cogliostro elmenekülnek Maleborgia serege elől, Violator utánuk ered. Végül Spawn és Cogliostro legyőzik Violatort, Wynn-t pedig letartóztatják. Spawn pedig elhatározza, hogy az igazságért fog dolgozni, és soha nem fog a gonosz oldalra állni.

## Szereplők
- Michael Jai White – Al Simmons CIA ügynök / Spawn
- John Leguizamo – Bohóc / Violator
- Martin Sheen – Jason Wynn CIA igazgató
- Theresa Randle – Wanda Blake
- Nicol Williamson – Nicholas Cogliostro
- D. B. Sweeney – Terry Fitzgerald CIA ügynök.
- Melinda Clarke – Jessica Priest CIA ügynök
- Miko Hughes – Zack
- Sydni Beaudoin – Cyan Simmons-Fitzgerald
- Michael Papajohn – Glen, Zack apja
- Frank Welker – Malebolgia (hangja)

## Fogadtatás
A film nagyrészt negatív kritikákat kapott, a Rotten Tomatoes oldalán 17%-os minősítést ért el. A kritikák fő célpontja az volt, hogy a film túl erőszakos, és semmi újat nem tud mutatni, csak egy újabb felesleges képregény-adaptációnak titulálták. Amerikában DVD-n és VHS-en is kiadták. Folytatást is terveztek, azonban a film bukása miatt végül elvetették az ötletet.